# Miro di Canzo
Miro di Canzo (Canzo, 1236? – Sorico, 1300 circa) è stato un eremita e pellegrino, venerato come santo della Chiesa cattolica nella regione del Lago di Como. Il suo culto fu particolarmente prospero tra il Cinquecento e il Settecento, diffondendosi in tutto il territorio del Ducato di Milano come "patrono della pioggia".

## Ricostruzione biografica dalle leggende
Sulla sua vita non vi sono testimonianze dirette scritte, a lui contemporanee, la sua prima Vita italiana (del Cinquecento) potrebbe derivare da un anteriore testo scritto in latino andato perso; la storia della sua vita, così come ci è pervenuta, è ammantata da numerosi elementi leggendari e miracolistici che potrebbero anche attribuirsi ad una sua edulcorazione durante lo svolgersi della tradizione orale che precedette la stesura del primo testo scritto.
Le sue rappresentazioni iconografiche più antiche lo rappresentano vestito con una tunica grigia da eremita o da pellegrino.

### Nascita e giovinezza
Nato da Erasmo Paredi da Canzo e da Drusiana di Prata Camportaccio in Valchiavenna, fu chiamato Imiro o Miro (da evento mirabile), in quanto i genitori lo avrebbero dato alla luce dopo aver superato i sessant'anni d'età. Costoro vivevano nella solitudine dei monti di Canzo, nell'alpeggio ora chiamato di Secondo Alpe e, come fecero i genitori di Giovanni Battista, avevano promesso di consacrare a Dio gli eventuali figli.
Raggiunti i sette anni, il padre lo affidò ad un eremita, il cui nome è ignoto. Lontano dai divertimenti propri dei giovani, il ragazzo crebbe nella preghiera, nello studio e nel lavoro. A dodici anni ricevette la prima comunione.
Il padre, alla sua morte, lasciò all'educatore del figlio i suoi averi col compito di conservarli in parte per la maggiore età del figlio e in parte per i poveri.

### L'eremitaggio

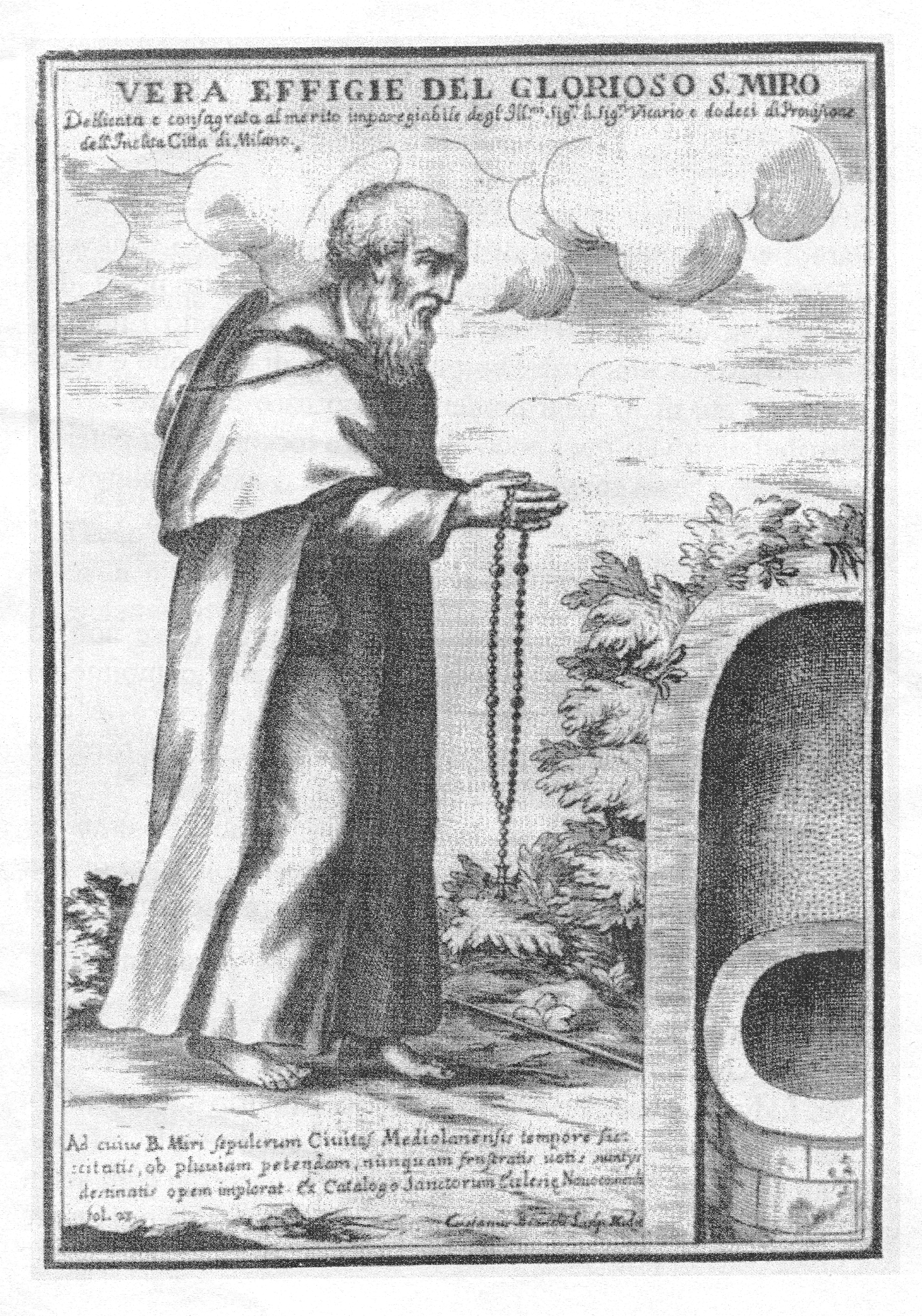
Vecchia stampa (1723) raffigurante San Miro, dalla biografia dal padre somasco Giuseppe Maria Stampa, originario di Gravedona

Morto il padre, Miro si ritirò in eremitaggio una grotta, lungo il versante sinistro della Val Ravella, sotto i Corni di Canzo.
Gli anni passarono nella solitudine e nella meditazione. A trentadue anni vide morire il maestro e, sepoltolo, donò ai poveri tutti gli averi, lasciatigli dal padre, e la casa paterna.
Continuò nel frattempo il suo eremitaggio, durante il quale veniva visitato dai concittadini, ai quali dava conforto e per i quali dedicava a Dio la sua vita spirituale.
Una leggenda devozionale narra che un giorno gli apparve in visione il maestro defunto invitandolo a recarsi nei posti in cui si veneravano le reliquie dei santi, in particolar modo a Roma alle tombe di Pietro e Paolo.
Dato l'addio a parenti e amici, partì col bordone da pellegrino.

### Il pellegrinaggio a Roma

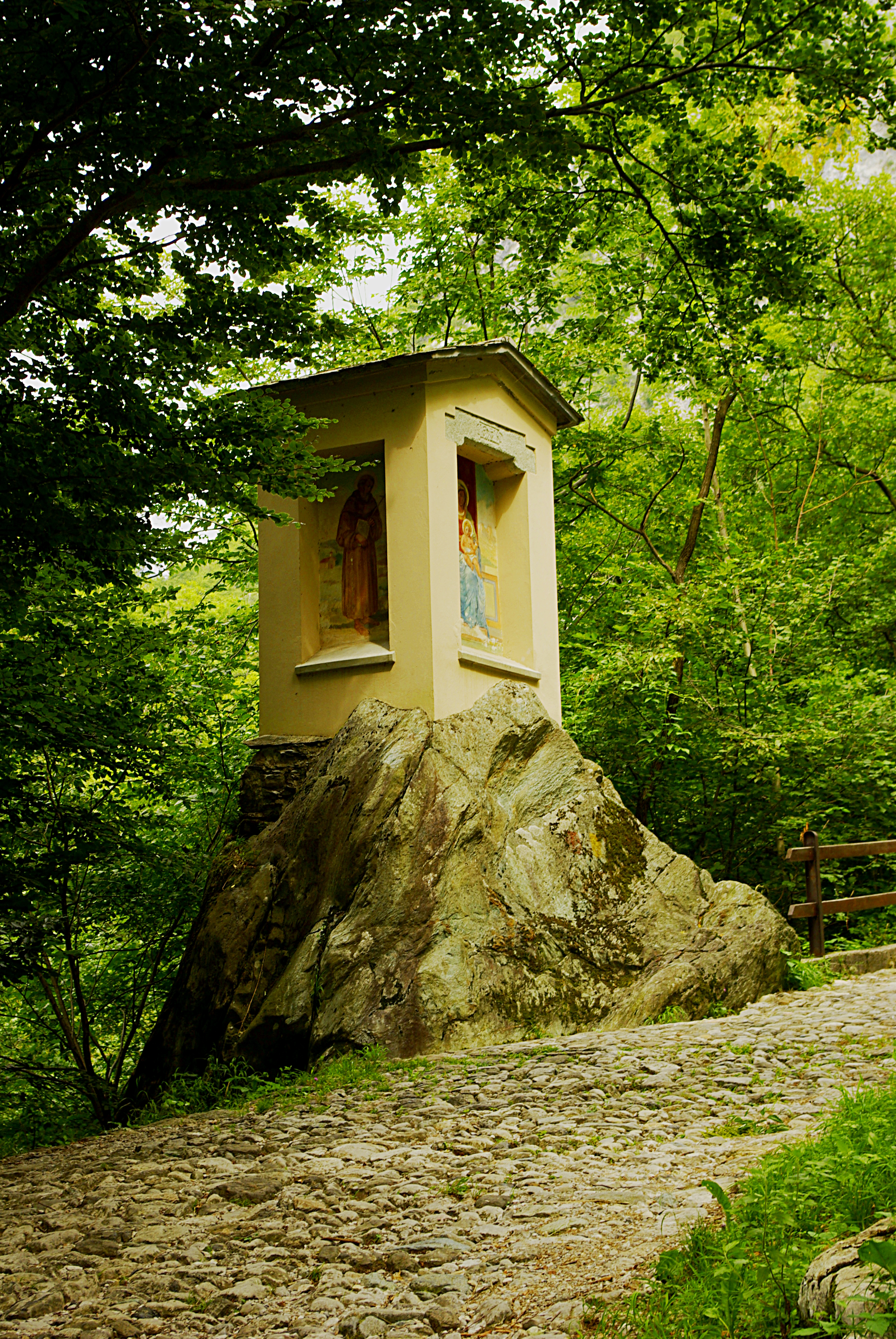
Cappelletta, costruita su di un masso erratico presente lungo il sentiero ciottolato che porta all'oratorio dedicatogli, raffigurante San Miro

Lungo il tragitto verso Roma si fermò a visitare i santuari più celebri, vivendo di elemosina, accompagnato da tre giovani, probabilmente orfani.
Una tradizione relativamente tarda, non presente nella Vita antica, colloca qui il presunto ingresso di San Miro nel Terz'Ordine Francescano, elemento chiaramente in contrasto con la sua tipologia di santità, come notato da medievisti come André Vauchez. Già gli Acta Sanctorum nel Settecento rifiutano con decisione questa improbabile ipotesi, dichiarando: Gratis dicitur a Tertio Ordine Sancti Francisci (= Infondatamente lo si dice appartenente al Terz'Ordine di san Francesco). Bisogna tuttavia ricordare che tanto l'eremo di San Miro quanto la chiesa a lui dedicata nel paese di Canzo vennero quasi subito popolate da una comunità di francescani, fatto questo che può aver facilitato l'identificazione del santo eremita con un tipo di consacrazione più conosciuto.
Il viaggio durò un anno. A Roma Miro si recò alle catacombe dei martiri e venerò le tombe di san Pietro e san Paolo. Venuto a sapere che sui monti vicini viveva Brigido da Colonna, si recò da lui. Incontratisi, Brigido lo invitò a restare e vivere con lui in penitenza, preghiera e nell'amor di Dio.
Padre Don Primo Luigi Tatti, dei Chierici regolari di Somasca, nei suoi Annali sacri della Città di Como (1734), osserva che la datazione della Vita al Quattrocento è impossibile, data la comprovata ricognizione delle ossa del santo a metà di quel secolo. Diversamente dal suo discepolo, padre Giuseppe Maria Stampa che, più fantasiosamente, identifica Brigido da Colonna nientemeno che con Santa Brigida di Svezia e colloca la vita del santo nel Trecento (datazione che ha avuto un certo successo devozionale anche grazie alla "francescanizzazione" postuma del personaggio), Padre Tatti, più prudentemente, colloca la vita del santo nel Duecento, secolo che anche agli occhi degli studiosi moderni è più verosimile per la tipologia di santità (eremiti erranti o selvaggi). Egli vede invece in "Brigido da Colonna eremita" un errore nel ricordo del nome da parte dell'anonimo scrittore della Vita o della tradizione orale, e ritiene probabile che si tratti invece di Egidio Colonna, non eremita ma eremitano, cioè appartenente all'Ordine di Sant'Agostino, probabilmente alloggiato temporaneamente in uno dei conventi di quell'Ordine poco fuori Roma. Bisogna inoltre ricordare che anche i Padri Bollandisti propendevano per una datazione piuttosto antica di San Miro.

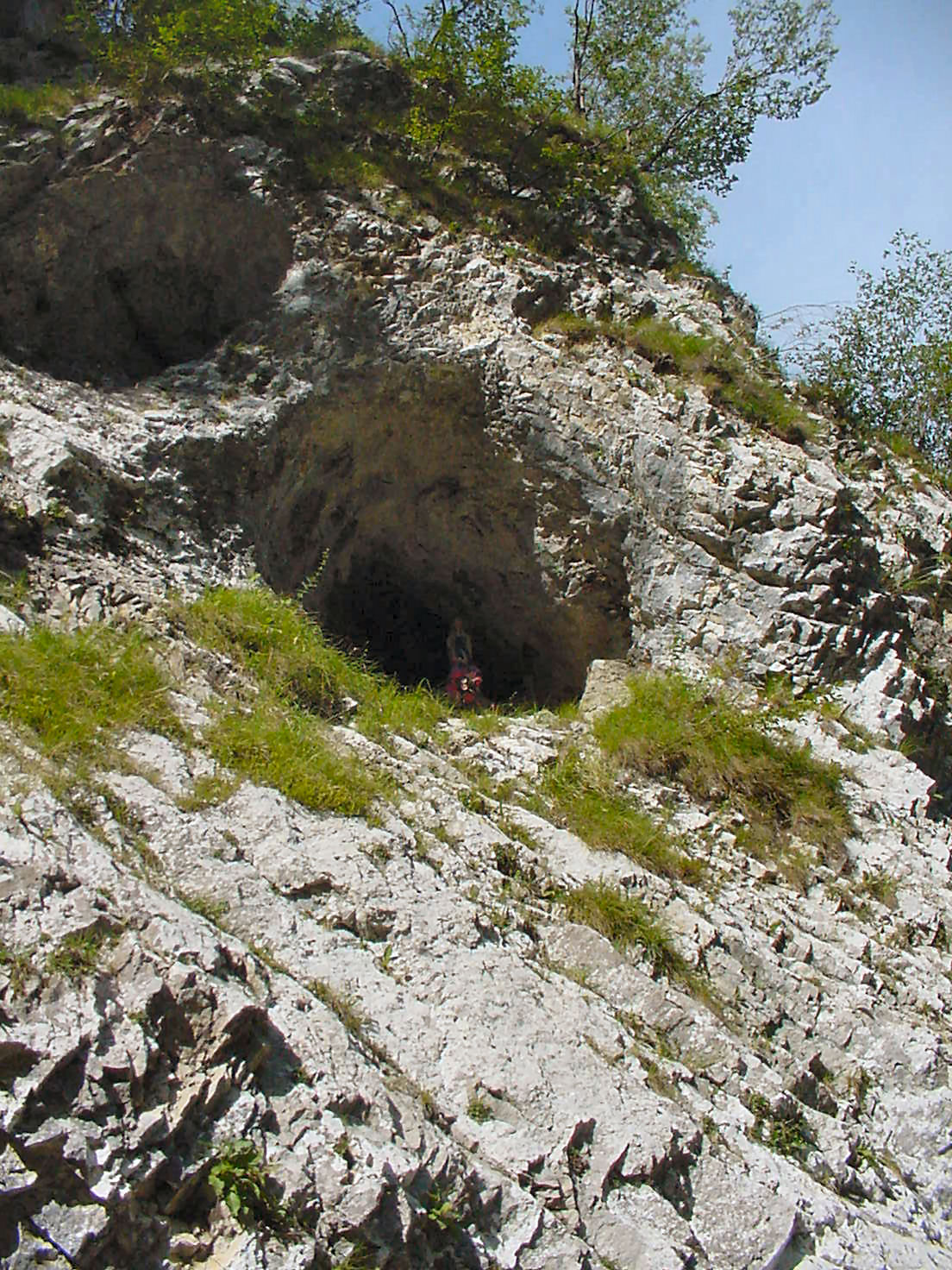
La grotta di san Miro. Canzo.

Sempre secondo la sua leggenda, una notte, durante la preghiera, apparve a Brigido un angelo dicendogli di riferire a Miro che il volere di Dio era che tornasse alla terra natale, facendo a ritroso lo stesso percorso.
Miro partì subito. Discese la montagna, rivide Roma e tre fanciulli che l'avevano accompagnato, fu benedetto dal papa, quindi partì.
Dopo lungo cammino raggiunse San Giorgio di Lomellina. Qui, ospitato da un agricoltore, trovò una cittadina afflitta dalla lunga siccità. Miro, mosso a compassione, li fece digiunare e pregare con lui per ottenere la pioggia. Nella notte della seconda giornata gli sarebbe apparso Gesù con una grande croce che, mostrandogli le piaghe gli avrebbe detto che le sue preghiere erano state esaudite e che quindi avrebbe mandato abbondante pioggia. La domenica seguente venne un'abbondante pioggia che durò per cinque giorni. Lasciata San Giorgio e, rifiutata la veste che gli abitanti avrebbero voluto donargli, tornò a Canzo.

### Di nuovo a Canzo
Ritornò ignoto e visse tale. Si tenne occulto, vivendo prima nella casa del curato e poi in una grotta di un monte vicino, luogo in cui sorge oggi l'Oratorio di San Miro, ed ove secondo la tradizione fece nascere una sorgente, l’acqua di san Miro.
Pur vivendo in solitudine di tanto in tanto si recava in paese a compiere opere di bontà.

### L'ultimo viaggio

Interno dell'oratorio di San Miro (Canzo) con affrescato il miracolo della traversata del lago.

In una nuova visione Miro avrebbe avuto il comando da Dio di lasciare per sempre la terra natale: una notte gli apparve la Madonna col Bambino a compiacersi del suo servizio di Dio, rivelandogli la sua prossima e dolorosa morte e che le sue spoglie sarebbero state conservate sul confine del Lago di Como.
Prima della partenza si fece riconoscere dai suoi concittadini. Radunatili, parlò loro dell'apparizione a cui aveva assistito e chiese quale grazia volessero che lui ottenesse presso Dio per loro. Gli astanti ammutolirono. Solo un bambino, in braccio alla madre gridò: «Acqua, acqua, acqua». Miro annuì e partì.
Attraverso i monti lariani arrivò ad Onno, sulla riva del Lago di Como e si apprestò ad attraversare il lago. Chiese ad un barcaiolo, che si dirigeva a Mandello del Lario, di portarlo. 
Il barcaiolo, vedendo l'umiltà delle vesti di Miro, si rifiutò e cominciò ad attraversare. In una leggenda tramandata in alcune memorie scritte successivamente alla morte, il santo si sarebbe tolto il vestito e, postolo sull'acqua, vi sarebbe salito sopra raggiungendo la barca. Stupefatto e pentito, il barcaiolo lo invitò a salire. Miro rifiutato l'invito, grazie alla spinta favorevole del vento avrebbe raggiunto molto prima del barcaiolo l'altra riva.
Miro passò poi per Olcio, Lierna, Varenna, Bellano, Dervio e raggiunse Sorico dove fu preso da strazianti dolori. Ricordò la rivelazione di Maria e capì che quello era il posto dove sarebbe morto.
Stabilì la sua dimora in un antro, detto poi "Grotta di san Miro" (qui sorge oggi la chiesa di San Michele Arcangelo)
I dolori, sempre più forti, lo portarono alla morte. Padre Giuseppe Maria Stampa, autore nel Settecento degli Atti del beato Miro per conto della Diocesi di Como, ipotizza, con criteri ben poco rigorosi, che Miro sia morto a circa 45 anni, motivo per cui, ad esempio, nel 1981 fu celebrato a Canzo e a Sorico un solenne centenario. Tuttavia è possibile che Miro abbia raggiunto un'età più avanzata (65 anni?), data l'abitudine nelle raffigurazioni più antiche a rappresentarlo abbastanza anziano.
A seguito della sua morte venne eseguita un'arca in cui fu posta la salma. Nel frattempo nasceva una disputa tra gli abitanti nei pressi di Santo Stefano e quelli nei pressi di San Michele su chi dovesse conservare l'arca. Si narra che la disputa fu risolta osservando i corvi che svolazzavano di continuo a San Michele, trasportando trucioli dell'arca, ciò venne interpretato come un segno della volontà divina a favore di San Michele.
La salma oggi si trova sotto l'altare maggiore della chiesa di San Michele a Sorico, oggi detta chiesa di San Miro; mentre alcune reliquie sono conservate nella Cappella delle Reliquie della Chiesa Parrocchiale di Canzo.

## Il culto

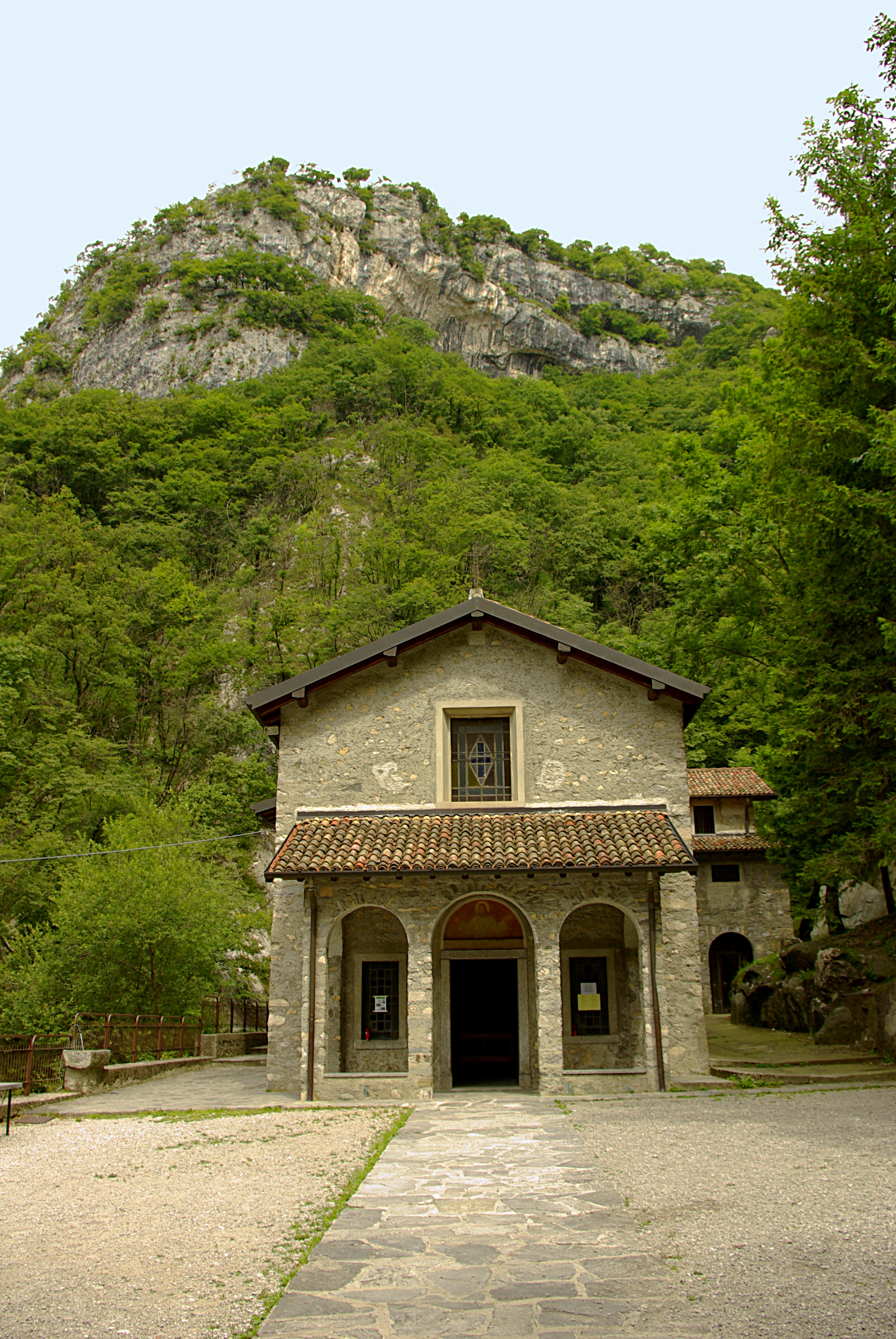
L'oratorio di San Miro, in Val Ravella

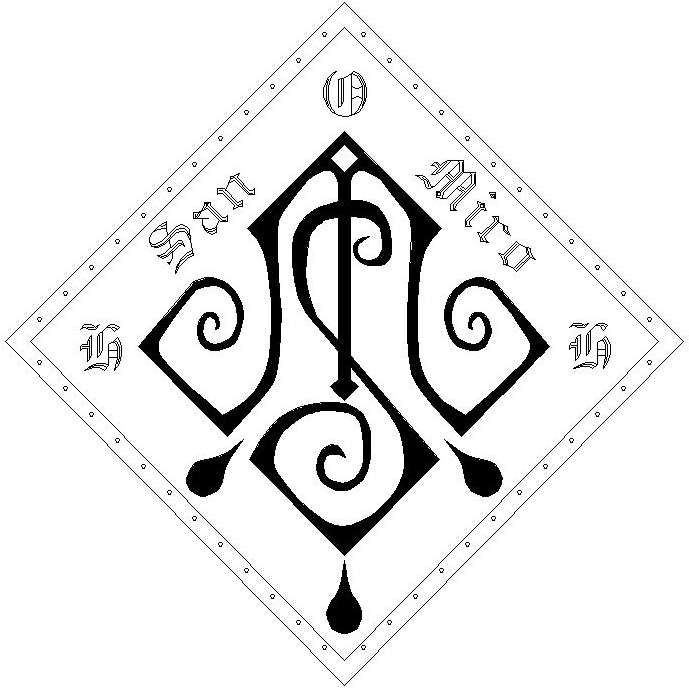
Il monogramma di San Miro inciso sulla sua tomba

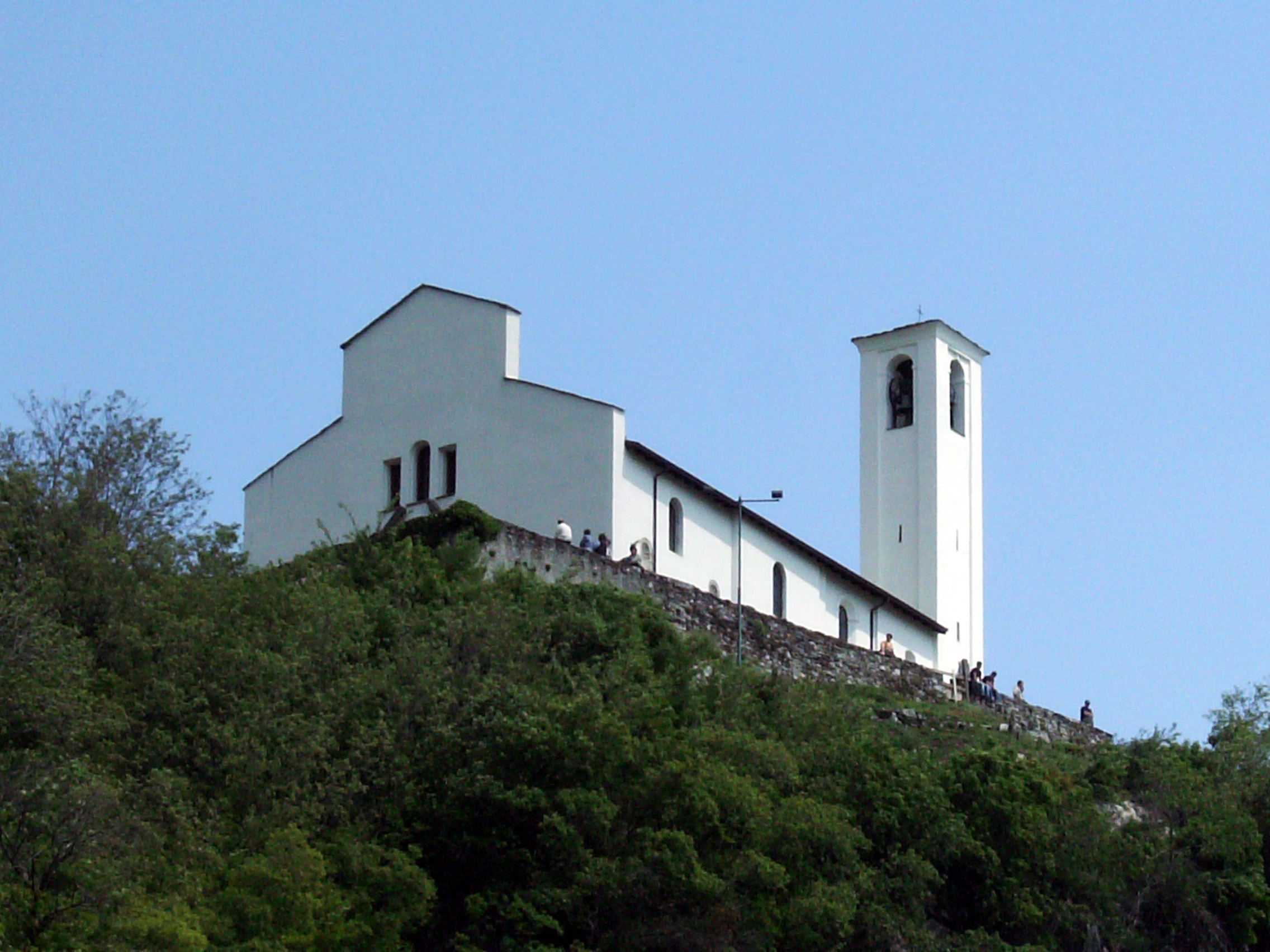
La chiesa di San Miro a Sorico

Quello che successe dopo la morte del frate è storia locale. I canzesi hanno sempre avuto una grandissima devozione per san Miro, devozione che ha portato a intitolare la chiesa succursale di Canzo, pensata per avervi un predicatore stabile, a Santa Maria e a San Miro. Anche quando l'insediamento della comunità francescana mutò la denominazione in chiesa di san Francesco, i canzesi continuarono a chiamarla San Mirètt. Nel 1660, poi, sul luogo di un precedente edificio sacro di più modeste dimensioni, lungo la Val Ravella, luogo di eremitaggio di Miro, una chiesa, l'oratorio di San Miro (San Miir), al cui interno si possono vedere raffigurati in affresco i principali episodi della sua vita.
Il secondo venerdì di maggio è celebrata la sua festa liturgica, secondo il Martyrologium Nocomiensis, redatto dal padre somasco Primo Luigi Tatti, il giorno di festa è fissato il 10 maggio ed il 21 maggio potrebbe essere l'anniversario della sua morte. A Canzo viene festeggiato la seconda domenica di maggio.
A Sorico, di cui è il santo protettore, vien festeggiato il 9 maggio, giorno di festività del paese.
La prima ricognizione delle sue reliquie avvenne il 10 settembre 1452, con il ritrovamento delle ossa nella cappella di S. Antonio della chiesa di San Michele (Sorico), il cui nome venne quindi cambiato in chiesa di San Miro. Nel 1491 venne organizzato un pellegrinaggio in onore del santo da Milano fino a Sorico.
Altre ricognizioni delle reliquie seguirono nel 1837 e 1932.
Il suo culto fiorì soprattutto tra Cinquecento e Settecento, diffondendosi in tutta l'area del Ducato di Milano. Col passare del tempo, a causa della presenza sul luogo del suo eremitaggio di un convento francescano, si fece strada nell'immaginario di molti la persuasione che egli fosse stato un frate francescano, benché sui generis. Questa falsa opinione veniva già condannata nettamente dagli autorevoli Acta sanctorum e dallo storico Daniel Papebroch sul finire del Seicento. L'idea di una francescanità del beato Miro, forse incoraggiata dagli stessi francescani dell'epoca, si fondava in realtà su un errore storico che collocava Miro nel Quattrocento. In realtà, come suggeriscono gli Acta sanctorum, san Miro sarebbe vissuto molti secoli prima, in un periodo imprecisato tra il X e il XIV secolo. Oggi, gli studi di esperti come André Vauchez mostrano che la tipologia di santità di San Miro, data anche la sua collocazione geografica, trova il suo più verosimile contesto nel corso del Duecento. Egli sarebbe dunque contemporaneo, ad esempio, di san Lucio di Cavargna, di sant'Euseo di Serravalle, del beato Martino da Pegli e di sant'Ugolina di Vercelli, tutti santi definiti dalla storiografia "erranti" o "selvaggi".
Fino alla seconda metà del secolo scorso, quando parte della vita sociale di Canzo era basata sull'agricoltura, venivano celebrate cerimonie religiose al beato Miro nella chiesetta di San Miro, per invocare la pioggia a seguito di periodi di siccità.

### Luoghi legati alla vita di san Miro a Canzo
1. Luogo natale di s. Miro: È ancora possibile vedere le mura diroccate del casolare e dei suoi vari locali, tra i quali è indicata la sala con camino in cui nacque s. Miro. Cappellina. Fonte.
2. Chiesa di s. Stefano: Benché l'assetto attuale sia settecentesco, è attestata la presenza in questo luogo di una chiesa dedicata a s. Stefano anche all'epoca di s. Miro. Qui - dicono le vite - s. Miro prendeva parte alle sinassi eucaristiche, qui fu battezzato e ricevette la prima comunione. Tutta la chiesa nel complesso è molto pregevole. Quattrocentesco crocifisso ligneo verista, apprezzato anche da s. Carlo. Presente una delle più grandi raccolte di reliquie del nord Italia. Reliquia di s. Miro e varie sue raffigurazioni.
3. Chiesetta di s. Giovanni e Paolo: Nelle fonti sulla vita di s. Miro si parla di un «monasterio di s. Zanino in Scarena», che si può identificare con la chiesa di s. Giovanni e Paolo, oggi in territorio del comune di Asso, non molto lontana dalla località Scarenna. Questo sarebbe il luogo in cui il giovane s. Miro fu cresciuto dopo la morte dei genitori e iniziato da un eremita anziano alla vita ascetica.
4. Eremo di s. Miro: Questo fu il luogo principale del romitaggio di s. Miro, soprattutto al ritorno dal suo pellegrinaggio a Roma in mendicità. Qui fece sgorgare una fonte, tuttora presente, e abitò nella grotta ancora visibile. Pala d'altare in cui san Miro è affiancato da san Rocco, santo passato per questi luoghi dopo un paio di secoli e con cui presenta varie affinità. Sull'altro versante del torrente Ravella si trova il luogo chiamato giarditt di fraa, legato alla presenza per lunghi decenni di un convento di francescani conventuali.
5. Sasso e letto di s. Miro: Si tratta di un ammasso di rocce emergenti dal letto del torrente Ravella nel tratto che collega l'Eremo alla località Täärtzaalp. Una di queste pietre, a cielo aperto, serviva da branda al santo, mentre un antro formato da un insieme di rocce più grandi era da lui usato come rifugio notturno.
6. Luogo del commiato di s. Miro: È il cosiddetto Kuäärtsch, ossia il portico dove avvenivano le riunioni comunali durante il medioevo. In questo luogo, dove attualmente è presente una fontana ed un dipinto del Cremonini, avvenne l'episodio in cui s. Miro, presentendo l'avvicinarsi della morte, prima di allontanarsi definitivamente dal paese, domandò alla popolazione lì riunita per quali intenzioni volessero che pregasse dopo la sua separazione da loro e si sentì rispondere da un bambino: «Aqua, Miir!» («Acqua, Miro!»). E dopo pochi giorni, grazie alla sua intercessione, cessò un lungo periodo di grave siccità.
7. Chiesa dedicata a s. Miro a valle: Durante il Quattrocento, quando la comunità godeva di particolare prosperità, fu deciso di costruire una chiesa dedicata a s. Miro in paese. Successivamente su questa intitolazione prevalse quella di san Francesco, poiché fu presa in gestione da una comunità di francescani conventuali. In essa si trova la settecentesca statua lignea del santo. Suggestiva la piazza, con la scalinata, il ponte e i resti delle mura della settecentesca villa Meda.